# Els gats guerrers
Els Gats Guerrers és una sèrie de novel·les fantàstiques de literatura infantil i juvenil, publicada originalment per HarperCollins, escrita per les autores Kate Cary, Cherith Baldry i Tui T. Sutherland amb l'ajuda de l'editora Victoria Holmes, que conjuntament es fan dir amb el pseudònim d'Erin Hunter. La història tracta sobre les aventures de cinc -més tard sis- clans de gats salvatges (Clan del Tro, Clan del Riu, Clan del Vent, Clan de l'Ombra, Clan Estelar, i més tard el Clan del Cel) que habiten en un bosc, on cacen, lluiten, entrenen i segueixen els senyals dels seus avantpassats, que els guien des del Clan Estelar.
En la versió anglesa (anomenada Warriors) hi ha set sagues, les quals contenen sis llibres cadascuna, excepte la setena saga que està en procés. També en la versió original, s'han escrit edicions especials, com super edicions, manga, novel·les i guies de camp. A Catalunya, La Galera ha sigut l'editorial que ha traduït els llibres al català des del 2012, conjuntament amb Salamandra, qui els va traduir al castellà des del mateix any. Fins ara, al català s'ha traduït la primera saga, i els dos primers llibres de la segona, mentre que al castellà s'ha traduït la primera i la segona saga i cinc dels sis llibres de la tercera.
La sèrie original ha estat traduïda a més de trenta llengües, s'han fet més de setze milions de còpies als Estats Units i en total han hagut més de trenta milions de ventes. També ha estat més de cinc anys en la llista de grans èxits del New York Times.

## Història

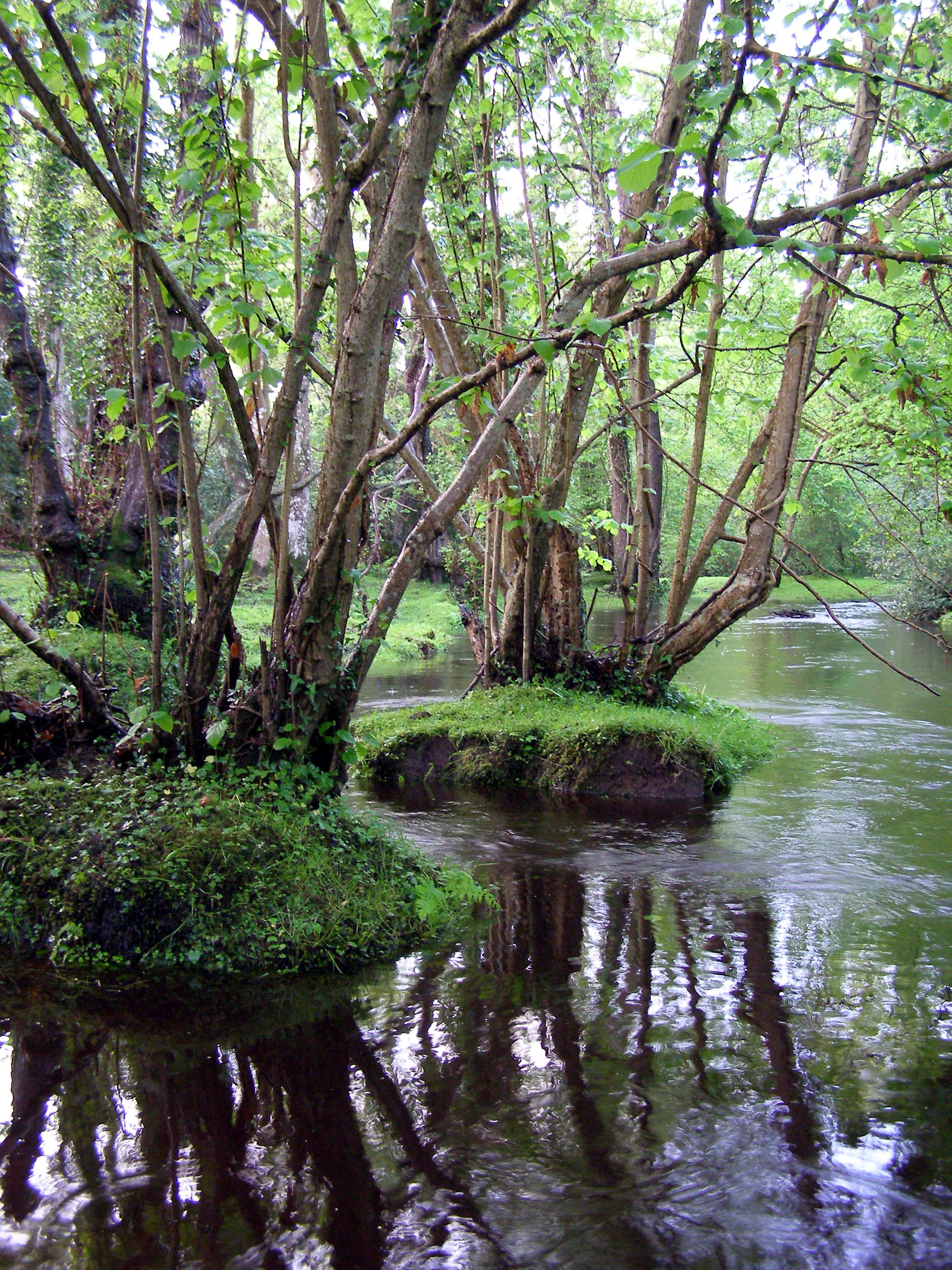
New Forest es va convertir en la base del bosc on viuen els clans.

Tot va començar quan HarperCollins li va demanar a Victoria Holmes que escrigués una sèrie de fantasia sobre gats salvatges. Victoria Holmes no es va mostrar molt il·lusionada, ja que no li venien possibles idees. Ella va treballar amb el concepte, expandint una cronologia, amb batalles, guerres, política, venjances, religions, amistats, amors, creences, conflictes religiosos, etc. La idea principal era fer una única novel·la, però hi havia prou material per més llibre, i va decidir fer una sèrie en apartats de sis llibres. El primer llibre, anomenat Into the Wild (en català, En Territori Salvatge), va ser escrit per Kate Cary, amb el pseudònim d'Herin Hunter; durant el període d'uns tres mesos. En el muntatge del tercer llibre, Forest of Secrets (El Bosc dels Secrets), es va unir l'autora Cherith Baldry per escriure el llibre. Més tard, Tui T. Sutherland es va unir, escrivint la primera guia de camp de Warriors i fent-se la quarta autora en utilitza el pseudònim del grup.
Les autores han anat mencionant molts autors que els han fet servir d'inspiració mentre escrivien els llibres. En un xat d'Erin Hunter online, Cherith Baldry va mencionar autors com Tolkien, Ursula K. Le Guin i Shakespeare, i Victoria Holmes va dir que Jacqueline Wilson, Kathy Reichs i J. K. Rowling son alguns dels autors que la inspiren. En la pàgina web oficial, van afegir a Enid Blyton, Lucy Daniels, Ellis Peters, Tess Gerritsen, Kate Ellis, Lisa Gardiner i Meg Cabot com a part dels autors inspirats. Nicholas Culpeper, un físic que ha utilitzat materials del món natural de la medicina també ha tingut influencia en Els Gats Guerrers amb el seu llibre Culpeper's Herbal, que és utilitzat com a eina per les medicines que els gats utilitzen en els llibres.
També, han mencionat altres fonts d'inspiració, com el New Forest, situat en el sud d'Anglaterra, el van utilitzar com a base per crear el bosc i llocs dels llibres; també han resultat com fonts d'inspiració altres llocs com les Terres Altes d'Escòcia.
Les Erin van anunciar que en futurs llibres podrien utilitzar noms de gats creats per fans.

## Univers

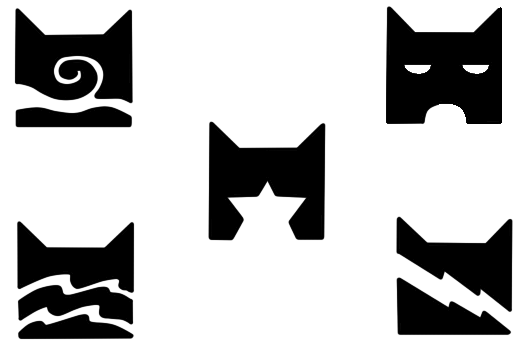
Cada clan té una espècie de logo diferent, aquí estan el del Clan del Vent, Clan de l'Ombra, Clan del Riu, Clan del Tro i Clan Estelar.

El món d'Els Gats Guerrers se centra en un conjunt de gats salvatges que inicialment habiten en un bosc, i després, al voltant d'un llac ja que han d'abandonar la seva llar perquè els humans la volen convertir en carreteres. Els gats estan dividits en quatre grups anomenats clans: el Clan del Tro viu en els boscos, el Clan del Vent se situa en els erms, el Clan del Riu a les vores del riu i el Clan de l'Ombra al voltant de pantans i també en concrets llocs dels boscos. Cada clan, s'ha adaptat al seu habitat, en la manera de caçar, entrenar i lluitar. Per exemple, el gats del Clan del Riu tenen una tècnica de caça diferent per aconseguir peixos, mentre que la majoria de gats dels altres clans li tenen por o eviten el contacte amb l'aigua. Per l'altra banda els gats del Clan del Vent són els més ràpids per poder caçar conills i llebres en els erms. A partir de la segona saga, els clans descobreixen a la Tribu de les Aigües Ràpides, una tribu que habita en unes llunyanes muntanyes. També hi han els gats domèstics i els solitaris, que son gats que no son cuidats per humans i que cacen i entrenen per ells mateixos, normalment van sols, en parella, o en petits grups.

### Creences
Els clans creuen en un sistema basat en el Clan de les Estrelles, el clan dels seus ancestres, qui guia als gats vius amb profecies i presagis. Aquest clan està situat en un bosc paradisíac on també es caça i es fan la majoria de les activitats dels clans de gats vius. Quan un gat mort, la majoria de cops se'n va al Clan Estelar, on habita amb els altres gats.
El Clan Estelar guia als gats vius a través de profecies i presagis en senyals o somins, normalment enviats als gats de medicina (guaridors) o als líders. En adició al Clan Estelar, existeix el Bosc de la Foscor, o també conegut com el Lloc sense Estrelles, el qual obté la forma d'un bosc sense fi, que a diferència del Clan Estelar, no té preses per poder caçar. L'esperit dels gats que han causat dolor i patiment, han de caminar sols en aquell bosc com a càstig. Encara que els gats del Bosc de la Foscor estan destinats a viure aïllats, en un cert punt aprenen a adentrar-se en els somnis dels gats vius de la mateixa manera que el Clan Estelar fa servir.
Més lluny del territori dels clans, a les muntanyes, la Tribu de les Aigües Ràpides té unes creences diferents als clans: ells creuen en la Tribu de les Aigües Interminables, els seus avantpassats, que al igual que el Clan Estelar guia als gats vius de la Tribu en els seus destins. Però, enlloc de fer-ho a través de presagis, ells utilitzen els senyals de la natura per comunicar-se amb el líder, i aquest és el responsable de desxifrar-hi el significat.
A l'altra banda, estan els gats domèstics i els solitaris. Ells no creuen en cap religió, i quan es moren se'n van a un lloc desconegut, com el Clan Estelar per els clans i la Tribu de les Aigües Ràpides per la Tribu.

### Grups
En total hi ha cinc grups: els clans, les tribus, els gats domèstics, els solitaris i els proscrits.
Els clans son grups de nombrosos gats que s'entrenen per lluitar, que cacen per aconseguir el seu menjar, que marquen les seves fronteres i que poden viure amb altres clans.
Les tribus son grups que acostumen a estar separades (no com els clans) i que al contrari dels clans, tenen una frontera indefinida i no practiquen la lluita, menys els gats que protegeixen l'entrada al campament. També es decideix si els gats seran caçadors o defensors en el seu naixement per si son de músculs forts o prims, àgils i ràpids per caçar. La única tribu que surt als llibres és la Tribu de les Aigües Ràpides, més endavant abreviada a la Tribu.
Els gats domèstics, que pels gats de clan són anomenats mixets domèstics, son gats que viuen en cases de Dos Potes (humans) i son criticats pels clans per tenir una vida còmoda i mandrosa.
Els solitaris son gats salvatges que viuen fora dels clans i però que tampoc viuen amb Dos Potes, normalment sols o amb poc gats més. Els clans no acostumen a veure'ls com benvinguts quan tenen algun passant per les seves terres.
Per acabar, hi ha els proscrits que, a diferència dels solitaris, causant dolor als gats de clan ja sigui intentant treure els seu territori o produint guerres contra ells.
És estrany, encara que s'ha vist en nombrosos cops, que un gat domèstic, un solitari o un proscrit s'uneixi a un clan, ja que aquests desconfien dels gats desconeguts. Quan algun clan ha acollit a gats de fora, normalment els altres clans ho han vist amb menyspreu.

### Rangs
En un clan hi ha una jerarquia organitzada en diferents categories; està el líder, el lloctinent, el guaridor, els guerrers, els aprenents, les reines, els gatets (encara que no surten a les filiacions) i els degans.
Els líders son guerrers d'una categoria més alta. S'encarreguen del funcionament del clan i són els que decideixen les decisions importants que inclouen el seu clan. Tenen la seva pròpia guarida i son responsables de tot el clan; organitzant reunions de clan, assignant a gats un rang més alt, i prenent les decisions més difícils i que podrien canviar el destí del seu clan. Els noms dels líders comencen amb el sufix Estel, com per exemple Estel Blau, Estel Cuat, Estel Romput, etc. També, en el seu nomenament als líders se'ls s'hi entreguen nou vides, encara que no vol dir que visquin més temps, sobreviuen a accidents, ferides greus i malalties. Cada vida és entregada per un gat significatiu i amb un don d'atribut. Els líders formen part de patrulles de caça i de fronteres, però normalment els deixen aquestes activitats als lloctinents.

## Principals sèrie
Llista de cicles:
- Guerrers – va sortir en el període de 2003 a 2005. Conté sis llibres.[11][12][13][14][15][16]
- Una nova profecia va sortir en el període del 2005 al 2006. Conté sis llibres.[17][18][19][20][21][22]
- El poder de tres va sortir en el període de 2007 a 2009. Conté sis llibres.[23][24][25][26][27][28]
- El signe de les estrelles va sortir en el període de 2010 a 2012. Conté sis llibres.[29][30][31][32][33][34]
- L'inici de les tribus llibertat del 2013 al 2015. Conté sis llibres.[35][36][37][38][39][40]
- La visió de les ombres-conèixer des de 2016 per a l'any 2018. Conté sis llibres.[41][42][43][44][45][46]
- Trencat la llei — va començar a sorgir als Estats Units i a Anglaterra en 2019. Fins ara, només cinc llibres de cicle són coneguts.[47][48][49]

## Sagues

### Els Quatre Clans
En aquesta primera saga fascinant d'Els Gats Guerrers, ens situem en la introducció del Rusty, un gat domèstic criat pels Dues Potes, al Clan del Tro. Pasada la desconfiança inicial, en Rusty acaba sent el guerrer més poderós de la història dels clans.